# 2022年のMLBオールスターゲーム
2022年のMLBオールスターゲーム（英語: The 2022 Major League Baseball All-Star Game）は、アメリカンリーグとナショナルリーグの間で行われた92回目のオールスターゲームである。2022年7月19日にロサンゼルス・ドジャースの本拠地ドジャー・スタジアムで行われた。監督は、アメリカン・リーグはヒューストン・アストロズのダスティ・ベイカー、ナショナル・リーグはアトランタ・ブレーブスの監督ブライアン・スニッカーが務める。

## 経緯
ドジャー・スタジアムで開催されるのは1980年以来2度目となる。2020年にもドジャー・スタジアムで開催される予定だったが、COVID-19の世界的大流行により中止となっている。

## 凡例
表中の守備の項は守備位置を示し以下の略記で示す。
- SP:先発投手 RP:救援投手 P:投手 C:捕手 1B:一塁手 2B:二塁手 SS:遊撃手 3B:三塁手 RF:右翼手 CF:中堅手 LF:左翼手 OF:外野手 DH:指名打者
- 表中のチーム名の略称についてはチームの表記参照。
- †：出場辞退 ‡：代替選出

## 選出選手

### 投票選出選手一覧

#### 野手
| アメリカンリーグ（野手） | アメリカンリーグ（野手）                 |
| 守備                     | 選手（チーム）                           |
| ------------------------ | ---------------------------------------- |
| C                        | アレハンドロ・カーク (TOR)               |
| C                        | ホセ・トレビーノ（NYY）                  |
| 1B                       | ブラディミール・ゲレーロ・ジュニア (TOR) |
| 1B                       | ルイス・アラエス（MIN）                  |
| 1B                       | タイ・フランス（SEA）‡                   |
| 2B                       | ホセ・アルトゥーベ（HOU）†               |
| 2B                       | アンドレス・ジメネス（CLE）              |
| 2B                       | サンティアゴ・エスピナル（TOR）‡         |
| 3B                       | ラファエル・デバース (BOS)               |
| 3B                       | ホセ・ラミレス（CLE）                    |
| SS                       | ティム・アンダーソン（CWS）              |
| SS                       | ザンダー・ボガーツ (BOS)                 |
| SS                       | コーリー・シーガー（TEX）‡               |
| OF                       | アーロン・ジャッジ (NYY)                 |
| OF                       | ジャンカルロ・スタントン (NYY)           |
| OF                       | マイク・トラウト (LAA) †                 |
| OF                       | アンドリュー・ベニンテンディ（KC）       |
| OF                       | バイロン・バクストン（MIN）              |
| OF                       | フリオ・ロドリゲス（SEA）                |
| OF                       | ジョージ・スプリンガー（TOR）†           |
| OF                       | カイル・タッカー（HOU）                  |
| DH                       | 大谷翔平 (LAA)                           |
| DH                       | ヨルダン・アルバレス（HOU）†             |
| DH                       | J.D.マルティネス（BOS）                  |
| DH                       | ミゲル・カブレラ（DET）                  |

| ナショナルリーグ（野手） | ナショナルリーグ（野手）              |
| 守備                     | 選手（チーム）                        |
| ------------------------ | ------------------------------------- |
| C                        | ウィルソン・コントレラス (CHC)        |
| C                        | ウィリアム・コントレラス（ATL）       |
| C                        | トラビス・ダーノー（ATL）             |
| 1B                       | ポール・ゴールドシュミット（STL）     |
| 1B                       | ピート・アロンソ（NYM）               |
| 1B                       | C.J.クロン（COL）                     |
| 2B                       | ジャズ・チザム・ジュニア（MIA）†      |
| 2B                       | ジェフ・マクニール（NYM）             |
| 3B                       | マニー・マチャド（SD）                |
| 3B                       | ノーラン・アレナド（STL）†            |
| SS                       | トレイ・ターナー（LAD）               |
| SS                       | ダンズビー・スワンソン（ATL）         |
| OF                       | ロナルド・アクーニャ・ジュニア（ATL） |
| OF                       | ムーキー・ベッツ（LAD）               |
| OF                       | ジョク・ピーダーソン（SF）            |
| OF                       | イアン・ハップ（CHC）                 |
| OF                       | スターリング・マルテ（NYM）†          |
| OF                       | フアン・ソト（WSH）                   |
| OF                       | クリス・テイラー（LAD）               |
| DH                       | ブライス・ハーパー（PHI）†            |
| DH                       | ギャレット・クーパー（MIA）           |
| DH                       | アルバート・プホルス（STL）           |

#### 投手
| アメリカンリーグ（投手）           |
| 選手（チーム）                     |
| ---------------------------------- |
| ポール・ブラックバーン (OAK)       |
| エマヌエル・クラセ (CLE)           |
| ゲリット・コール (NYY) †           |
| ネスター・コーテズ (NYY)           |
| クレイ・ホームズ (NYY)             |
| ホルヘ・ロペス (BAL)               |
| アレク・マノア (TOR)               |
| シェーン・マクラナハン (TB)        |
| 大谷翔平 (LAA)                     |
| マーティン・ペレス (TEX)           |
| グレゴリー・ソト (DET)             |
| フランバー・バルデス (HOU)         |
| ジャスティン・バーランダー (HOU) † |

| ナショナルリーグ（投手）      |
| 選手（チーム）                |
| ----------------------------- |
| サンディ・アルカンタラ (MIA)  |
| デビッド・ベッドナー (PIT)    |
| コービン・バーンズ (MIL)      |
| ルイス・カスティーヨ（CIN）   |
| エドウィン・ディアス （NYM）  |
| マックス・フリード （ATL）†   |
| トニー・ゴンソリン（LAD）     |
| ジョシュ・ヘイダー （MIL）†   |
| ライアン・ヘルズリー（STL）   |
| クレイトン・カーショウ（LAD） |
| ジョー・マンティプリー (ARI)  |
| ジョー・マスグローブ (SD)     |
| カルロス・ロドン (SF) †       |

### 先発出場選手
| アメリカンリーグ | アメリカンリーグ                         | アメリカンリーグ |
| 打順             | 選手（チーム）                           | 守備             |
| ---------------- | ---------------------------------------- | ---------------- |
| 1                | 大谷翔平 (LAA)                           | DH               |
| 2                | アーロン・ジャッジ (NYY)                 | RF               |
| 3                | ラファエル・デバース (BOS)               | 3B               |
| 4                | ブラディミール・ゲレーロ・ジュニア (TOR) | 1B               |
| 5                | ジャンカルロ・スタントン (NYY)           | LF               |
| 6                | バイロン・バクストン (MIN)               | CF               |
| 7                | ティム・アンダーソン (CWS)               | SS               |
| 8                | アンドレス・ジメネス (CLE)               | 2B               |
| 9                | アレハンドロ・カーク (TOR)               | C                |
|                  |                                          |                  |
| 先発             | シェーン・マクラナハン (TB)              | P                |

| ナショナルリーグ | ナショナルリーグ                     | ナショナルリーグ |
| 打順             | 選手（チーム）                       | 守備             |
| ---------------- | ------------------------------------ | ---------------- |
| 1                | ロナルド・アクーニャ・ジュニア (ATL) | RF               |
| 2                | ムーキー・ベッツ (LAD)               | CF               |
| 3                | マニー・マチャド (SD)                | 3B               |
| 4                | ポール・ゴールドシュミット (STL)     | 1B               |
| 5                | トレイ・ターナー (LAD)               | SS               |
| 6                | ウィルソン・コントレラス (CHC)       | C                |
| 7                | ウィリアム・コントレラス (ATL)       | DH               |
| 8                | ジョク・ピーダーソン (SF)            | LF               |
| 9                | ジェフ・マクニール (NYM)             | 2B               |
|                  |                                      |                  |
| 先発             | クレイトン・カーショウ (LAD)         | P                |

## 試合経過
|                  | 1 | 2 | 3 | 4 | 5 | 6 | 7 | 8 | 9 | R | H | E |
| ---------------- | - | - | - | - | - | - | - | - | - | - | - | - |
| アメリカンリーグ | 0 | 0 | 0 | 3 | 0 | 0 | 0 | 0 | 0 | 3 | 8 | 1 |
| ナショナルリーグ | 2 | 0 | 0 | 0 | 0 | 0 | 0 | 0 | 0 | 2 | 5 | 0 |

1. 勝利：フランバー・バルデス (HOU)
2. セーブ：エマヌエル・クラセ (CLE)
3. 敗戦：トニー・ゴンソリン (LAD)
4. 本塁打
AL：ジャンカルロ・スタントン (NYY), バイロン・バクストン (MIN)
NL：ポール・ゴールドシュミット (STL)
5. 審判
［球審］ビル・ミラー
［塁審］ランス・バークスデール、マーク・リッパルガー、ウイル・リトル
［外審］ゲイブ・モラレス、カルロス・トーレス
6. 観客動員数：52,518人 試合時間：3時間11分

### MVP
ジャンカルロ・スタントン（NYY）
- 4回表に同点となる2点本塁打を記録。